# Pokémon: Giratina i Strażnik Nieba
Pokémon: Giratina i Strażnik Nieba (jap. 劇場版ポケットモンスター ダイヤモンド&パール ギラティナと氷空の花束 シェイミ Gekijōban Poketto Monsutā Daiyamondo & Pāru Giratina to Sora no Hanataba Sheimi) – jedenasty film o Pokémonach na podstawie anime Pokémon.
W Polsce film pojawił się na kanale Disney XD 14 listopada 2009 roku.

## Dubbing
| Postać | Japoński dubbing   | Angielski dubbing | Polski dubbing        |
| --- | ------------------ | ----------------- | --------------------- |
| Ash | Rica Matsumoto     | Sarah Natochenny  | Hanna Kinder-Kiss     |
| Dawn | Megumi Toyoguchi   | Emily Jenness     | Beata Wyrąbkiewicz    |
| Pikachu | Ikue Ōtani         | Ikue Ōtani        | Ikue Ōtani            |
| Brock | Yūji Ueda          | Bill Rogers       | Marek Włodarczyk      |
| Jessie | Megumi Hayashibara | Michele Knotz     | Izabela Dąbrowska     |
| James | Shin-ichiro Miki   | Jimmy Zoppi       | Jarosław Budnik       |
| Meowth | Inuko Inuyama      | Jimmy Zoppi       | Mirosław Wieprzewski  |
| Narrator | Unshō Ishizuka     | Rodger Parsons    | Mikołaj Klimek        |
| Shaymin | Vanilla Yamazaki   | Amy Palant        | Aleksandra Wierzba    |
| Newton Graceland | Koichi Yamadera    | Marc Thompson     | Andrzej Chudy         |
| Zero | Shidō Nakamura     | Brian Ferguson    | Leszek Zduń           |
| Infi | Shoko Nakagawa     | Bella Hudson      | Monika Wierzbicka     |
| Siostra Joy | Yuriko Yamaguchi   | Michele Knotz     | Agata Rzeszewska      |
| Sylvan | Chie Satō          | Sarah Natochenny  | Aleksandra Bieńkowska |
| Layla | Akina Minami       | Amy Palant        | Anna Gajewska         |
| Moose | Red Yoshida        | Tom Wayland       | Mikołaj Klimek        |
| Kako | Hinako Sasaki      | brak danych       | Anna Wiśniewska       |
| Shun | Mika Teratani      | brak danych       | Katarzyna Łaska       |
| Taka | Mayuki Makiguchi   | brak danych       | Tomasz Marzecki       |
| Opracowanie i udźwiękowienie wersji polskiej: na zlecenie Jetix – Studio Eurocom Reżyseria: Tomasz Marzecki Dialogi: Anna Wysocka Dźwięk i montaż: Krzysztof Podolski Kierownictwo produkcji: Marzena Omen-Wiśniewska Lektor: Tomasz Marzecki |                    |                   |                       |